# Gaddo della Gherardesca

Stemma della famiglia della Gherardesca

Gaddo della Gherardesca (... – Pisa, marzo 1289) era uno dei figli del celebre Conte Ugolino della Gherardesca, che condivise la sorte di morire di fame con il padre, un fratello e due nipoti nella Torre della Muda a Pisa.

## Biografia
Nel celeberrimo episodio narrato nell'Inferno di Dante Alighieri (XXXIII, 1-78) egli vien presentato come uno dei quattro figli di Ugolino (in verità ve ne erano soltanto due) e Dante immagina che tutti siano fanciulli per accrescere il senso tragico della storia (mentre forse lo era solo Anselmuccio).
La sua fine per le colpe del padre, quindi da innocente, fece scrivere a Dante la crudissima invettiva contro Pisa vituperio delle genti.